# Bóng rổ tại Đại hội Thể thao Đông Nam Á 1997
Bóng rổ tại Đại hội Thể thao Đông Nam Á năm 1997 được tổ chức từ ngày 12 đến 18 tháng 10 năm 1997 tại Nhà thi đấu Bóng rổ Senayan, Jakarta, Indonesia. Giải đấu lần này bao gồm cả nội dung nam và nữ, với toàn bộ các trận đấu diễn ra tại cùng một sân vận động.
Ở giải đấu nam, đội tuyển Philippines tiếp tục bảo vệ thành công ngôi vô địch sau khi đánh bại Malaysia – đội từng giành huy chương đồng ở kỳ trước và cũng là đối thủ nặng ký ở vòng bảng – với tỷ số 96–86 trong trận chung kết. Đây là danh hiệu thứ tư liên tiếp kể từ năm 1991 và là chức vô địch thứ 10 của Philippines tại SEA Games. Trong khi đó, Thái Lan, đương kim á quân năm 1995, phải chấp nhận vị trí thứ ba sau khi vượt qua đội chủ nhà Indonesia với tỷ số 68–57.
Ở giải đấu nữ, đội tuyển Malaysia đã đòi lại ngôi hậu sau khi đánh bại Thái Lan – nhà vô địch năm 1995 – với tỷ số 67–58, qua đó giành chức vô địch thứ chín trong lịch sử SEA Games của họ. Trong khi đó, Indonesia giành huy chương đồng duy nhất của nước chủ nhà sau một cuộc lội ngược dòng ngoạn mục, đánh bại Philippines với tỷ số 68–65 trong trận tranh hạng ba.

## Thể thức thi đấu
Thể thức thi đấu cho cả nội dung nam và nữ quy định rằng hai đội đứng đầu sau vòng tròn một lượt sẽ gặp nhau trong trận chung kết tranh huy chương vàng, trong khi hai đội xếp thứ ba và thứ tư sẽ thi đấu trận tranh huy chương đồng.

## Giải đấu nam

### Quốc gia tham dự
- Indonesia
- Malaysia
- Philippines
- Thái Lan

### Kết quả
|  | Lọt vào trận chung kết             |
|  | Lọt vào trận tranh huy chương đồng |

| Team        | Pts. | W | L | PF  | PA  | PD  |
| ----------- | ---- | - | - | --- | --- | --- |
| Philippines | 5    | 2 | 1 | 157 | 150 | +7  |
| Malaysia    | 2    | 1 | 0 | 76  | 72  | +4  |
| Indonesia   | 1    | 0 | 1 | 74  | 85  | –11 |
| Thái Lan    | 1    | 0 | 1 |     |     |     |

| 12 tháng 10 năm 1997 |  | Thái Lan | vs. | Malaysia |  | Senayan Basketball Sports Hall, Jakarta |

| 12 tháng 10 năm 1997 | Report | Philippines | 85–74 | Indonesia |  | Senayan Basketball Sports Hall, Jakarta |

| 14 tháng 10 năm 1997 |  | Philippines | W–L | Thái Lan |  | Senayan Basketball Sports Hall, Jakarta |

| 14 tháng 10 năm 1997 |  | Malaysia | vs. | Indonesia |  | Senayan Basketball Sports Hall, Jakarta |

| 16 tháng 10 năm 1997 | Report | Malaysia | 76–72 | Philippines |  | Senayan Basketball Sports Hall, Jakarta |

| 16 tháng 10 năm 1997 |  | Thái Lan | vs. | Indonesia |  | Senayan Basketball Sports Hall, Jakarta |

#### Trận tranh huy chương đồng
| 18 tháng 10 năm 1997 | Report | Thái Lan | 68–57 | Indonesia |  | Senayan Basketball Sports Hall, Jakarta |

#### Trận chugn kết
| 18 tháng 10 năm 1997 19:15 | Report | Philippines                  | 96–86 | Malaysia |  | Senayan Basketball Sports Hall, Jakarta |
| 18 tháng 10 năm 1997 19:15 | Report | Điểm giữa hiệp: 45−39, 51−47 |       |          |  | Senayan Basketball Sports Hall, Jakarta |

## Giải đấu nữ

### Quốc gia tham dự
- Indonesia
- Malaysia
- Philippines
- Thái Lan
- Việt Nam

#### Trận tranh huy chương đồng
| 18 tháng 10 năm 1997 | Report | Indonesia | 68–65 | Philippines |  | Senayan Basketball Sports Hall, Jakarta |

#### Trận chung kết
| 18 tháng 10 năm 1997 17:30 | Report | Malaysia | 67–58 | Thái Lan |  | Senayan Basketball Sports Hall, Jakarta |